# قاي بينغهام
قاي بينغهام (بالإنجليزية: Guy Bingham)‏ هو لاعب كرة قدم أمريكية أمريكي، ولد في 25 فبراير 1958 في غونما في اليابان.

## وصلات خارجية
- قاي بينغهام على موقع مرجع كرة القدم المحترفة.كوم (الإنجليزية)